# Novo brdo
Novo brdo (Novo Brdo/Ново Брдо; Novobërda ali Novobërdë; tudi Artana ali Artanë; Novus Mons ali Novamonte; srednjeveško-saško-nemško Nyeu-berghe; srednjeveško-beneško Novomonte; srednjeveško-turško Nobırda) je naselje v istoimeni občini Novo brdo v okraju Gnjilane na vzhodnem delu Kosova; po oceni je 2015 živelo v občini 9,670 prebivalcev.
V skladu z Bruseljskim sporazumom iz 2013 – ki pa vse do danes (2020) ni zaživel - je postala občina del Zveze srbskih občin. Omeniti je treba tudi, da središče občine ni v Novem brdu, ampak v Bostanah. 

## Ime
V srbohrvaščini pomeni "Novo Brdo" isto kot slovensko ime "Novi hrib". Ime so uporabljali za rudarsko srednjeveško naselje in trdnjavo Grad Novi hrib, oziroma Tvrđava Novo Brdo. Kosovski Albanci rabijo podobno obliko Novobërdë, redkeje tudi Artana ali Artanë.
Prvič je zabeleženo ime kraja Novo brdo leta 1326 v takratnih listinah. Ime izhaja iz besed novo in brdo, kar slovenimo s hrib; sicer pa se beseda brdo uporablja tudi pri slovenskih krajevnih imenih. V zbirkah in rokopisih srednjeveškega meniha Vladislava Slovničarja – ki se je rodil na Novem brdu – je omenjen kraj pod tem imenom.
Tudi pred tem časom so kraj imenovali Novaberd, Novus Mons ali Novamonte.

## Zgodovina
Novo brdo je arheološko najdišče. Novo brdo je omenjeno pod sedanjim imenom v zgodovinskih listinah najprej 1326. Prej je bilo znano kot Novus Mons ali Novamonte v latinščni in kot Nyeuberghe v srednjeveško-nemško-saških besedilih. 
Novo Brdo je v tistem - ali že bolj zgodnjem času - dobilo veliko novobrško utrdbo, zgrajeno na vrhu ugaslega ognjenika, čigar ostanke je videti še danes; ostanki prebivališč so raztreseni vsenaokoli. V zunanjem zidu gradu je videti velik križ vzidan v kamne, ki ga prej ni bilo. 
Trdnjava oziroma grad torej po mnenju nekaterih izhaja iz časov Srbskega cesarstva. V tistem času računajo da je tam živelo 6.720 ljudi. 
Drugi strokovnjaki menijo, da je trdnjava veliko starejša. Že v antiki je bila Artana znana po rudnikih zlata, srebra, svinca in železa. Strokovnjaki menijo, da je bil grad zgrajen kot bizantinska izpostava v 9. stoletju, da bi nadziral zlate rudnike, ki se nahajajo okrog trdnjave; ves stari denar iz Dubrovnika so pridobivali na tem področju. Utrdba, ki je zgrajena na vrhu hriba, ima pregled nad dolino in potmi, ki vodijo v druge rudnike.
V prvi polovici 15. stoletja so škofje iz Lipljana stolovali na Novem brdu. Tam so bili saški rudniki in visoke peči za železo, svinec, zlato in srebro. Novobrško srebro je znano po svojem sijajnem srebru (en: glam silver, la: argentum de glama, glamsko srebro - kar je zlitina srebra z 1/6-1/3 zlata). 1450 je rudnik na Novem brdu proizvajal okrog 6,000 kg srebra letno.
Novo brdo se je dolgo upiralo turškim osvajanjem. 1439 je glavno mesto takratne Srbije Smederevo padlo, a dve leti zatem je prišlo pod otomansko oblast tudi Novo brdo, ki pa je bilo z dogovorom vrnjeno Srbiji 1443. Trdnjavo, ki so jo Turki imenovali Nobırda, so oblegali štirideset dni in je prišla pod Otomane 1. junija 1455. To dogajanje je opisal Konstantin Mihailović, doma iz Ostrovice blizu Novega brda; njega so odgnali od doma Otomani skupaj z drugimi 300 dečki, da bi jih nasilno izdresirali v janičarje. Muslimanski osvajalci so takrat pomorili vse višje častnike, medtem ko so mladeniče in dečke kot sužnje odgnali v otomansko vojsko, a 700 žena in deklet so si razdelili za žene turški poveljniki.
Na začetku 20. stoletja je število prebivalcev na Novem brdu začelo upadati; veliko se jih je preselilo v bolj pristopne Gnjilane. Z ustanovitvijo mednarodnih oboroženih sil KFOR-a 12. junija 1999 za zagotovitev varnosti in miru na Kosovu in njegovega civilnega krila UNMIK-a, je to področje naselila vojaška izpostava ameriških vojakov z mednarodno in kosovsko policijsko postajo.

## Gospodarstvo

### Rudarstvo vsrednjem veku
Rudarstvo na Balkanu je zaživelo in se razvijalo od konca XII. stoletja, torej vzporedno s krepitvijo srbske srednjeveške države Nemanjičev. Vzporedno z njo rudarstvo dosega svoj procvit in propast. To razdobje je trajalo okoli 260 let, tj. od Štefana Prvokronanega do padca Srebrenice (1460). Večina rudnikov je bila poznana že v antiki, a morda tudi prej (Janjevo, Kratovo, Trepča, Rudnik, Kučajna, Srebrenica); nekatera ležišča so našli šele v srednjem veku. Med njimi je bilo tudi najvažnejše - Novo brdo. 
Pomembno vlogo v razvoju tega rudarstva so imeli Sasi, nemški rudarji, ki so na poziv kralja Uroša sredi 13. stoletja prišli v Srbijo, od tod pa sredi 14. stoletja, za časa kralja Tvrtka, prešli tudi v Bosno. 
To so bili poklicni rudarji, poreklom iz Saksonije, ki bi se odzvali pozivu deželnih gospodarjev in se naseljevali v rudonosnih področjih; s seboj so prinašali svoje običaje in rudarske zakone. Njihove pravne običaje, državljanske in rudarske, so jim deželne oblasti redno – kot posebne privilegije – priznavale tudi v novi postojbini. Tako so kmalu glavna rudarska središča, kot so Brskovo, Novo Brdo, Rudnik, Srebrenica in Olovo, upravljali po saškem državnem pravu. Večina Sasov se je zlila z domačim prebivalstvom, manjši del pa se je po prihodu Turkov izselil; nekaj v dalmatinska mesta, zlasti Dubrovnik, nekaj v Italijo. Vse do danes je ostalo veliko strokovnih rudarskih nazivov in toponimov, ki pričajo o njihovem delu in bivanju. Sasi so tako unapredili rudarstvo naših srednjeveških držav, da je Balkan tedaj vstopil v vrsto prvih rudarskih področij tako po bogastvu nahajališč kot po visoki stopnji rudarske tehnike. Posebno je bilo znano Novo brdo. Za časa največjega razcveta, v prvi polovici 15. stoletja, je bilo največje mesto Balkanskega polotoka, s čez 15 000 prebivalci. Sodobni zapisi govorijo celo o 40.000, kar lahko sprejmemo le s pridržkom. 
Izrazito je označen na vseh srednjeveških zemljevidih; danes pa je na zemljevidih komajda označen z znakom za razvalino. Kot v vseh vsaj malo pomembnih rudarskih krajih, je bila tudi v Novem brdu močna dubrovniška naselbina, z generalnim konzulom in svojim lastnim sodiščem, a obstajala je tudi beneška naselbina. 
Cesar Dušan je tu imel svojo začasno rezidenco; tu blizu se je rodil knez Lazar. Mesto omenjajo kot kraj pomemben po bogastvu, trgovini in rudarski veščini. Njegove rudarje je pozivala neapeljsko-sicilska regentinja Marjeta 1387, da bi tam izbojšali rudarstvo. 
Ko so Turki 1453 oblegali Carigrad, je moral zadnji srbski gospodar Novega brda, despot Đurađ Branković, poslati oddelek novobrških rudarjev, da bi minirali carigrajsko obzidje; brez njihovega sodelovanja bi Carigrad ne padel. Padec Novega brda 1455, po 40-dnevnem obleganju, ki ga je vodil sultan Mehmed II., je odmeval po vsej Evropi. O tem je sveti Janez Kapistran, tedaj apostolski legat pri despotu Đurđu, obvestil papeža Kalista III. že dvajset dni po padcu mesta s pretresljivimi besedami, da je »turški cesar Mehmed osvojil najmočnejše raško mesto, po imenu Novo brdo, kjer se nahaja zlati in srebrni rudnik, ki je svojemu gospodarju, kakor se govori, prinašal 120.000 dukatov letno«. Pa tudi despot je poslal sporočilo ogrskemu kralju Ladislavu in ga prosil za pomoč z odmevnimi besedami, češ da je Novo brdo caput patriae et ob mineras nervus belli, tj. prestolnica domovine in zaradi rud odločilni dejavnik v vojni.

### Rudarstvo danes

#### Svinec, cink, srebro, zlato
Rudarska dejavnost in proizvodnja rudnin sta bili hrbtenica gospodarstva že od predrimskega obdobja. Iliri, Rimljani, Bizantinci, Sasi, Turki, Francozi in Britanci so opravljali obsežna rudarska dela na tem področju in sicer v devetih rudnikih, od katerih sestavlja pet rudnikov področje Trepče.
Sodobno rudarstvo se začenja 1930. Obstajajo tri območja z rudnimi ležišči:
1. Prva cona vključuje rudnik Artana (Novo brdo) in spremlja mejo med Vardarskim območjem in Kosovsko oblastjo Dardanske srbsko-makedonske mase, ki se odlikuje po neogenih kalko-alkalnih vulkanizmih ter intruzivih.
2. Druga cona vključuje rudnike Belo Brdo, Stari Trg in Ajvalijo in spremlja vzhodni rob prištinskega miocenskega bazena z intruzivnim in vulkanskim kompleksom na severnem Kosovu.
3. Tretja cona obsega rudnik Crnac, kakor tudi številna najdišča svinca in cinka vzdolž zahodne meje Vardarske cone.

Za teh pet rudnikov so napravljene ocene o njihovih zalogah v globino, ne pa tudi v širino. 
Med pridobivanjem svinčeno-cinkovo-srebronosne rude v rudniku Farbani potok (Artana-Novo Brdo), so ugotovili obstoj 3Mt visoko kvalitetnega halojzita (Al2Si2O5(OH)4), ki je eno od peterih ležišč na svetu, ki se nahajajo še na Novi Zelendiji, v Turčiji, na Kitajskem in v ZDA (Utah). Današnjo svetovno proizvodnjo ocenjujejo na 150.000 ton letno.
Vodilna panoga na tem področju je bilo vse do 1999 rudarstvo; delujoča rudnika svinca in cinka Kišnica in Novo brdo sta takrat prenehala delovati zaradi dogodkov v zvezi z Natovim posegom v kosovska dogajanja. Srbske rudarje so zamenjali Kosovarji. Poprej je tam delalo 3600 delavcev; 13 avtobusov je vozilo eno izmeno – delali so s polno paro.
Zaradi raznih plazov, nerednega vzdrževanja in drugih vzrokov pa postaja delo v teh rudnikih, zlasti v Novem brdu, vedno bolj nevarno. Tako sta 2. junija 2020 v hudi nereči umrla dva rudarja: inženir in delavec; dva druga sta bila ranjena, a trije nepoškodovani, ko se je nanje zrušil na petem horizontu strop zaradi plazu.

## Prebivalstvo

### Sestava prebivalstva v občini
Narodnostna sestava prebivalcev v občini Novo brdo, ki vključuje tudi začasno razseljene osebe, je po oceni osce-a bila 2015 naslednja:
| Narodnostna skupnost | 1991 popis | 2015 ocena |
| -------------------- | ---------- | ---------- |
| Srbi                 | 2,666      | 5,802      |
| Albanci              | 1,845      | 3,771      |
| Cigani               | -          | 97.        |
| Drugi                | 100        | -          |
| Skupno               | 4,611      | 9,670      |

### Sestava prebivalstva v kraju Novo brdo
Glede na Popis prebivalstva 1981 je bilo naselje večinsko naseljeno z Albanci. Po Kosovski vojni so že maloštevilni Srbi zapustili Novo brdo.
| Narodnostna skupnost | 1981 popis  | 2011 popis  |
| -------------------- | ----------- | ----------- |
| Srbi                 | 11 (3,8%)   | -           |
| Albanci              | 275 (94,2%) | 176 (96,2%) |
| Muslimani            | 5 (1,7%)    | -           |
| Turki                | -           | 6 (3,3%)    |
| drugi                | 1           | 1           |
| Skupno               | 292         | 183         |

#### Število prebivalcev glede na popise
Glede na popise prebivalstva v Jugoslaviji se je gibalo na Novem brdu število prebivalcev takole: 
1. 1948=232
2. 1953=243
3. 1961=237
4. 1971=294
5. 1981=292
6. 1991=463

### Znamenite osebnosti
- Mahmud Paša (15. stoletje), 1456–1468 in 1472–1474 veliki vezir Osmanskega cesarstva
- Vladislav Slovničar (15. stoletje), učenjak, zgodovinar, menih in prepisovalec listin (deloval 1456-1479).[13]
- Konstantin Mihailović (1430-1501) rodom iz Ostrovice pri Novem brdu. Napisal je knjigo »Janičarjevi spomini« oziroma »Turška kronika«, ki se je ohranila v prevodih.

## Vera
Na območju današnjega Kosova so bili kristjani že v času Rimskega cesarstva. Po usodnem razkolu 1054 so bili katoličani skozi dolga stoletja v manjšini: tako med večinskimi pravoslavci kot med osvajalci muslimani, ki so se počasi in ob državni podpori nezadržno širili na račun kristjanov. 

### Katoličani zunaj zakona
Med preganjanjem kristjanov skozi zgodovino so obstajali junaki-mučenci, ki so za svoje prepričanje prenesli mučenja in dali življenje; več pa je bilo takih, ki so se iz strahu pred mučenjem in smrtjo odpovedali katoliški veri in Cerkvi. Kadar je preganjanje kmalu ponehalo, so ti odpadniki zaprosili za ponoven sprejem – v starih časih prek hude pokore. 
Po razkolu so se katoličani na ozemljih pod vplivom Carigrada našli v nezavidljivem položaju. Vzhodni grški razkol je balkanske Slovane – kot tudi Albance – odcepil od središča katoliške Cerkve, Rima. Katoličani so postali brezpravni. Ohranili pa so svojo cerkveno samostojnost posebno v rudarskih naselbinah: Trepča (1303), Novo brdo, Janjevo (1308), Letnica.
Katoliška naselbina – torej tudi nadškofija – se je v Skopju ohranila kljub proslulemu protikatoliškemu Dušanovemu zakoniku, ki je katoličane stavil zunaj zakona; vendar so se ohranile katoliške naselbine v teh rudarskih središčih tudi v času Nemaničev in na začetku turške vladavine, ker so oboji zaradi lastne koristi spoštovali sorazmerno neodvisnost dubrovniških rudarskih in trgovskih naselbin.
V zvezi s krutim Dušanovim zakonikom – ki ni stavil zunaj zakona le katoličanov, ampak v podrejen položaj postavil celo vrsto brezpravnih, kot npr. sužnje ali zaničevanega sebra – lahko razumemo še vedno perečo pesniško zbirko Desanke Maksimović: Zahtevam pomilostitev! (Tražim pomilovanje).

## CerkveintrdnjavenaNovem brdu

### Mesto s sedmerimi cerkvami
”Srbija je nekoč bila središče sveta” – vsaj tako pravi turški zgodovinar Tursun Beg (1426-1491) v 15. stoletju. Nekoč veliko mesto Novo brdo so opisovali kot "eno samo področje zlata in srebra", ki je bilo na svojem vrhuncu petkrat večje od takratnega Londona. Za časa Štefana Lazareviča (1389-1402) in njegovega naslednika Đurđa Brankovića (1427-1456) je zadovoljevalo 20% evropskih potreb po srebru, saj je despotom prinašalo več ko 200 tisoč dukatov letno. Đurađ je dal v varstvo Dubrovničanom 50.000 dukatov in skoraj dve in pol toni srebra. Za časa Dušana Silnega je postal eden najpomembnejših rudnikov cesarstva, v katerem je bila kovnica denarja. 1348 poklanja Hilandaru 87 kilogramov srebra. 
To »mesto srebrno in res zlato«, kot ga opisuje Konstantin Filozof (1380-1431), ta »srebrna in zlata planina«, kot ga opisuje Konstantin Mihailović (1430-1501) rodom prav iz Novega Brda, je imelo po nekaterih sredi 15. stoletja celo 50.000 prebivalcev – ko jih je London imel 10.000 – kar seveda lahko vzamemo kot pobožno vzhodnjaško pretiravanje. 
Njegova trdnjava leži na osamljeni glavi ugaslega ognjenika Velike planine na višini 1.124 m. Mesto je sestavljalo manjše Gornje in večje Dolnje mesto, povezano med seboj z vrati. V manjšem je bila posadka in del mestne uprave, medtem ko so v večjem delu živeli najvplivnejši Novobrci. Večina je živela v mestu okoli brega Podmestje (Podgrađe), široko kilometer na vse strani. Novo brdo je bilo tako veliko, da je imelo sedem cerkva. Najpomembnejša je bila katedrala, cerkev Svete Petke, pa tudi svetega Nikolaja. Obstajala je tudi tako imenovana Saška cerkev. V središču Podmestja je bil glavni trg z najpomembnejšimi javnimi in zasebnimi stavbami.

### Trdnjava in njena obnova
Arheologi so našli razvaline trdnjave, kot jih kaže slika levo. Da zadeva ne propade popolnoma, je bilo treba ukrepati. Podstopili so se dela in tu je nastalo vprašanje, ki se vedno postavlja pri podobnih podjetjih: ali samo ohraniti obstoječe stanje (restavracija ozirom konzervacija), ali objekt temeljito obnoviti in urediti za sodobno uporabo (renovacija); ali pa ga vrniti v prvotno stanje (revitalizacija) – če seveda obstajajo viri o tem, kako je izgledal. Izid del je opazen na desni sliki – očitno je šlo za renovacijo oziroma revitalizacijo. Posledice so se kmalu pokazale. Na na novo vzdignjenih stenah je začel omet odpadati, pojavile so se pa tudi silno nevarne in globoke razpoke zaradi prevelike in nepredvidene obtežitve masovnih 10-metrskih novih zidov, da je postal obisk te znamenitosti nevaren. 
Da nekaj najbrž »ne štima«, je videti iz nujnega pisma. To je opozorilo restavratorjem, da najprej preučujejo zakonitosti pravega obnavljanja, nato preučujejo zgodovinske in druge vire, ki bi lahko čim bolj osvetlili takratno razdobje in morebitne ostanke in končno, da se držijo teh spoznanj, ne pa da hočejo vsiliti obnavljani stavbi ali sliki ali kipu vsebino, ki so si jo sami zamislili in izmislili. Na to opozarja tozadevno pismo z naslednjo vsebino: 
| Nemški izvirnik | Albanski prevod | Slovenski prevod iz nemščine |
| --- | --- | --- |
| Von: Eisner Christa Gesendet: Freitag, 6. September 2019 12:10 An: ‘oeuk@unesco.at’ Betreff: UNESCO Erbe Novo Brdo in Kosovo wird gerade zerstört Priorität: Hoch (Emajli origjinal) Sehr geehrte Damen und Herren, wie ich soeben von zwei kosovarischen Quellen erfahren habe, wird aktuell massiv mit Baggern die von der EU und der UNESCO sorgfältig restaurierte Festung zerstört, Augenzeugen berichten, dass „man“ mit Betonmischmaschinen aufgefahren ist und Monumente darin zu Beton gemacht hat. Da ich einige Zeit für die Steiermark in der UNESCO tätig war, dachte ich, diese Information sollte dringend weitergegeben werden, auch wenn Sie vielleicht schon davon wissen und bitte, diese zu prüfen. Anbei der Link der kosovarischen Zeitung Telegrafi. | Të nderuar zonja dhe zotërinj, siç kam mësuar vetëm nga dy burime kosovare, ekskavatorët aktualisht po shkatërrojnë kështjellën, e cila është restauruar me kujdes nga BE-ja dhe UNESCO-ja, dëshmitarët okularë thonë se: punëtori ka vendosur eksponatet në mikser betoni dhe i ka kthyer ato në beton. Meqë pata punuar për Shtaiermarkun para ca kohe në UNESCO, mendova se këto informacione duhet të njoftohen më tutje urgjentisht, ndoshta ju e dini për këtë, dhe unë ju lusë që ato informata të kontrollohen. Këtu e gjeni bashkangjitur lidhjen e gazetës kosovare Telegrafi: | Poslano od: Eisner Christa: petek, 6. september 2019 12:10 za: ‘oeuk@unesco.at’ predmet: Unescova dediščina Novo Brdo na Kosovu je bila ravnokar porušena. Prvenstvo: visoko (izvirni emaj) Velespoštovane gospe in gospdje! Pravkar sem zvedela iz dveh kosovarskih virov, da je bila sedanja stavba – in sicer trdnjava, ki sta jo EU in UNESCO tako skrbno obnovila, z bagerji razrušena. Priče poročajo, da so se »nekateri« pripeljali z mešalci betona, zdrobili spomenike in jih zmešali v beton. Ker sem jaz nekaj časa delovala pri UNESCU za Štajersko, sem mislila, da bi bilo potrebno to novico nujno posredovati naprej, četudi morebiti vi za to že veste in prosim, da to preverite. Prilagam splet kosovarskega časopisa Telegrafi. |

To opozorilo kaže na sum, da dela na obnovi trdnjave Novo brdo niso potekala predpisno. 

#### Telegrafio obnovitvenih delih
1. Dandanašnji so se od Novega brda ohranile samo razvaline. Zato je Evropska unija 2015 zagotovila 1,1 milijona evrov; pod nadzorom Unesca so sprejeli načrt ohranjevalno-obnovitvenega dela, ki ga je izdelalo hrvaško podjetje “Omega Engineering” iz Dubrovnika, dela pa je sprejelo in izvajalo beograjsko gradbeno podjetje “Koto” pod nadzorstvom srbskega arheologa Marka Popoviča (1944-2020).
2. Prve rezultate izkopavanj je v beograjskem časopisu Blic objavil omenjeni Popovič, ki je pozneje vse rezultate objavil v knjigi.
3. Biljana Lijeskić piše, da so bile med izkopavanji na Citadeli odkrite tri velike stanovanjske stavbe s cerkvijo in dve cisterni s prečiščevalnimi vodnjaki v središču; odkrili so tudi masažno kad, ki so jo uporabljali kot kopel (savno) s talnim ogrevanjem. Grad je bil zgrajen v prvi polovici 14. stoletja.[22] Po objavi teh rezultatov so znanstveniki na Kosovskem zavodu za varstvo spomenikov (IKMM) obiskali grad Artana ter ugotovili, da ni šlo za savno ali kopel z vročo vodo, ampak da je bila to krstilnica, zgrajena obenem s cerkvijo, ki so jo pa ob zasedbi Osmani z zidom ločili od cerkve ter so začeli z vročo vodno paro prek glinenih cevi ogrevati stavbo, kar se da videti iz fotografij majhnega prostora.
4. V zgoraj omenjenem članku arheolog Popovič pravi za Srno, (Srna je časopisna agencija Republike Srbske[23]) da so bili odkriti temelji cerkve, ki je bila glede na osnovo in arheološka odkritja zgrajena v začetku ali sredi 14. stoletja; takrat je bilo zgrajeno tudi velika stavba in obzidje poleg nje.[24] V istem članku trdi Popovič, da je to cerkev začel v 14. stoletju graditi srbski kralj Milutin (*1253, vladal 1282-1321), nadaljeval in dokončal pa njegov naslednik Štefan Dečanski (*1285, vladal 1322-1331) – a da za to trditev ne navaja nikakršnih dokazov: kak napis, kak kamen. Trdi tudi, da se nadaljuje izgradnja stolpov po Unescovem načrtu, na kar ni bilo nobenega odziva kosovskih ustanov in strokovnjakov.[24]
5. Iz latinskih virov 14. stoletja izvemo, da so mesto Artana imenovali latinsko Novus Mons, v italijanščini Novo Monte ali Monte Nova, v nemščini Nyebergh itd. Iz latinskih virov imamo tudi podatke za spodnje mesto, imenovano Castello ali "Gocca de Novomonte", ki je bilo zgrajeno iz masivnih zidov, dolgih 224 m in širokih 80 m, medtem ko je bila katoliška cerkev v tem kompleksu do leta 1340 pod kotorsko škofijo.[25]
6. Trditev, da je bila Artana (Novo Monte, Novo Brdo) srbsko kulturno središče že samo zato, ker leži na osrednjem ozemlju Ilirskega (= Balkanskega) polotoka, je v nasprotju s takratno zgodovinsko resničnostjo in zgodovino Novega brda, saj je to mesto cvetelo že veliko pred XIV. stoletjem, že od pozne antike sem in tudi pod bizantinsko upravo. Iz tega je jasno, da raški knezi v 14. stoletju niso niti obiskovali mesta, ki je imelo lastno notranjo samoupravo – kaj šele, da bi tam zgradili svojo cerkev.[26] Na Popovičeve nedokazane trditve se nihče ni odzival in celo kosovarski strokovnjaki so bili mnenja, da je opravil odlično delo, čeprav se je šušljalo, da so tam odkrite umetnine in keramiko pogostoma zmešali v malto in jo vzidali v stene. Ob splošnem molku strokovnjakov so se obnovitvena dela pospešeno nadaljevala. Namesto da bi Popovič obnovil ruševine obstoječih zidov, je ravnal v nasprotju z načeli konzerviranja in restavriranja: dvignil je stene na višino 10 m, v zid vnesel nove elemente in zanemaril zidarske tehnike in materiale, ki so jih nekdaj uporabljali.
7. Glede obnavljanja umetnin in stavb obstajajo namreč različna izhodišča: 
  1. Viollet-le-Duc (1814-1879) je kot prvi restavrator v 19. stoletju dejal: "Obnoviti zgradbo pomeni, da jo obnovimo v stanje, ki ga morda nikoli ni bilo." To je uporabil pri svoji najznamenitejši obnovi notredamske stolnice in tudi pri drugih, kar pa je kršilo verodostojnost spomenika in ga ni brez razloga odklanjal francoski mojster Anatole France (1844-1924) ob Le-Ducovi obnovi gradu Pierrefonds, češ da je bilo »vanj vgrajenih veliko novih kamnov«.[27]. Poleg tega nas »od dela Violleta-le-Duca loči poldrugo stoletje in zato ne more služiti kot vzor sodobnim konzervatorjem.«[28] In prav to napako je zagrešil Popovič na Novem brdu: s postavitvijo ločilnega zidu sredi cerkvenega prostora, ki ločuje krstilnico od celotne cerkve, je storil strokovno napako, zabrisal verodostojnost spomenika in ponaredil zgodovino stavbe.
  2. Angleža Ruskin (1819-1900) in Morris (1834-1896) sta nasprotovala stališčem Le-Duca, češ da njegov način ima za posledico, da zgodovinski spomenik izgubi svojo verodostojnost.
  3. Boito (1836-1914) je postavil temelje sodobne šole znanstvene restavracije. On predlaga ohranitev vseh stopenj gradnje na spomeniku. Ker pri restavratorskih posegih lahko pride do poškodb, predlaga ohranitev pred obnovo. Novi posegi pa naj bodo ločeni, da ne bi ponaredili vrednosti spomenika. V našem primeru avtentična vrednost spomenika ni bila ohranjena in njegov kulturno-zgodovinski pomen ni bil pravilno ovrednoten. Boitov učenec Beltrami (1854-1933) je nasprotoval stilski restavraciji in z obnovo ne zanika bistva spomeniške enote ter temelji na dokumentih ali kopijah izvirnika ter drugih zgodovinskih in arhivskih podatkih o spomeniku. Tega niso upoštevali pri Novem brdu; za grad Artana nismo imeli nobenega predhodnega zapisa, projekta ali fotografije, kako je izgledal pred stoletji, saj je bil grad mnogo let pred odkritjem fotografskega aparata in kamere spremenjen v arheološko ruševino.
  4. Prvi mednarodni kongres o zavarovanju, ohranjanju in obnavljanju spomenikov je bil 1931 v Atenah, kjer Atenska listina daje prednost stalnemu vzdrževanju spomenikov in ne njihovi obnovi.[29] Od 25. do 31. maja 1964 je v Benetkah potekal mednarodni kongres, kjer je bila pozornost strokovnjakov usmerjena v ohranjanje pristnosti spomenika, kakor tudi njegovo zavarovanje pred katastrofami. Novi posegi se morajo razlikovati od prvotnih ostankov spomenika. "Cilj ohranjanja in restavriranja spomenikov je ohraniti tako umetniško delo kot zgodovinske dokaze"; obnova torej temelji na spoštovanju stare snovi in verodostojnega dokumenta. Jasno je, da tudi te norme pri Artani niso bile spoštovane.[30] 1994 je bila v kraju Naro na Japonskem mednarodna konferenca, na kateri so številni mednarodni strokovnjaki razpravljali o ohranjanju pristnosti spomenika. Na tem srečanju je bilo predlagano, da se ohranijo prvotne stopnje spomenika, njegova pristnost in izvirnost. Grad Artana je bil pred nekaj stoletji podedovan kot ruševina ter zanj nimamo niti arhitekturnih posnetkov niti fotografij in ne vemo, kako je izgledal pred dvema ali več stoletji. Njegova obnova ni bila predvidena; zidovi so bili torej postavljeni in dvignjeni v nasprotju z vsemi mednarodnimi smernicami. V tem primeru bi bila najboljša rešitev, da se zidovi ruševine konservirajo in da se razvalina razglasi za "Arheološki park" s posebnimi arheološkimi in zgodovinskimi vrednotami.[31]

#### Čigava je katedrala?
Pri obnavljanju trdnjave na Novem brdu so prišli arheologi do zanimivih odkritij: da je tam videti ostanke katedrale. Srbska stran trdi, da je bila to pravoslavna cerkev - čeprav sami Srbi imenujejo "katedralo" le katoliško pomembnejšo cerkev, ne pravoslavne. Tako na primer imenujejo novosadsko novogotsko cerkev Imena Marijinega katedralo, pa tudi vršečko novogotsko cerkev Svetega Gerarda - čeprav niti ena niti druga nikoli v zgodovini ni bila v pravem pomenu stolna - škofova cerkev - tj. stolnica oziroma katedrala. 
V zvezi s tem so družbena občila poročala:
Kosovski zavod za spomeniško varstvo je prepovedal srbskemu podjetju “Koto” nadaljevanje obnovitvenih del na trdnjavi na Novem brdu, ko so opazili, da so gradbeni stroji podirali fasado na delu trdnjave, navaja srbski spletni “Blic” pisanje kosovskega “Koha ditore”. Ravnatelj zavoda Ismet Hajrulahu je dejal, da je tako početje nezakonito, kaznivo in da je s poskuom rušenja “resno ogrožena trdnost stavbe”.
Srbska stran je očitala albanski, da je ta stari verski objekt na spletu kosovskega Ministrstva kulture predstavljen kot rimskokatoliška cerkev in odklanja po njenem mnenju restavratorske »vandalske intervencije«, ki da vodijo do spreminjanja zgodovinskih dejstev; s tem da spreminjajo ostanke cerkve v nekaj, kar nikoli ni bilo. Pravoslavno cerkev Svetega Nikolaja v Novem brdu želijo spremeniti v triladijsko baziliko s ciljem, da se pravoslavna svetinja pretvori v katoliški hram, čeprav pod zidovi Dolnjega mesta obstajajo ostanki bazilike Svete Marije, bolj poznane kot Saška cerkev.
Velja omeniti, da je že v prvem stoletju pr. n. št. grški zgodovinar in zemljepisec Strabon v svojem delu "Geographica" omenil naseljena ilirska mesta, ki so se nazivala kot stara mesta (Polis arhaia). Omenjeni so Scupi (Skopje), Naissus (Niš), pa tudi naselja nad Ulpijano, mesto Veletin v Janjevem, in mesto nad Novim brdom (Artana), kjer se pod gornjo planoto Novega brda nahajajo ruševine večje srednjeveške cerkve katedralnega tipa. 
Nekateri menijo, »da trdnjava pripada vsem« in da je najvažnejše, da se ohrani in da prepir o tem, čigava je, nikamor ne vodi. Splet Ministrstva za kulturo Kosova imenuje Novo brdo Artano (od albanske besede »zlato«) in piše, da je cerkev romanskega sloga in datira iz srednjega veka; na nahajališču je tudi katoliška katedrala, ki so jo postavili Dubrovničani na temeljih male starejše cerkve. Maja 2019 so predstavniki oblasti postavili kosovsko zastavo na trdnjavo. 
1. avgusta 2019 je bila katoliška maša na ostankih katedrale svetega Nikolaja, prvič od 17. stoletja. Tako so obeležili »Dan diaspore«. Somaševanje je vodil domači prizrensko-prištinski škof Dod Đerđi (Dodë Gjergji), sodeloval je bližnji rojak upokojeni barski nadškof Zef Gaši (Zef Gashi), duhovniki in redovnice iz diaspore, kakor tudi številni verniki in drugi rodoljubi ter ljubitelji starin. SPC – eparhija raško-prizrenska – pa trdi, da je cerkev Sv. Nikolaja njihova in da je potrebno za maševanje njihovo dovoljenje.
Marko Popović je 2018 objavil knjigo "Crkva Svetog Nikole, katedrala Novog Brda" (Cerkev svetega Nikolaja, katedrala Novega brda) kjer trdi, da je v kraju bila „shodnica, mošeja in dve katoliški cerkvi, vendar nižje od katedrale: eno so imenovali Sveti Nikolaj in so jo obiskovali Dubrovničani, a druga Santa Marija in Novomonte, zvana ‘Saška’, kamor so hodili rudarji Sasi. Člankar ugotavlja, da pa ne obstajajo nikakršni zapisi, ki bi namigovali, kdaj in kdo je te cerkve gradil; v spor se je vmešala še politika. 
Novo brdo spada k najvažnejšim rudarskim naselbinam, kjer je bilo kompaktno mnogo katoličanov – od deset do dvajset tisoč; v nekaterih je bilo pol Slovanov in pol Nemcev-Sasov: Trepča, Janjevo, Kratovo, Novo brdo. Na Novem brdu so Turki pretvorili eno od katoliških cerkva - Cerkev Svete Petke v mošejo 1466.
Zadeva se je dodatno zapletla, ker so se samo dve leti po končanih delih prejšnjo zimo (2019) pojavile razpoke na pročelju trdnjave, kar je privedlo do tožbe pri sodišču v Gnjilanih zoper nadzornika del in podjetje „Koto“ zaradi "poškodovanja, uničevanja in nepooblaščenega odstranjevanja zaščitenih spomenikov ali predmetov iz Republike Kosovo". Izvajalci so uporabljali neustrezno vezivo na fasadah in obenem zavračali vgradnjo kovinskih vezi (ankerjev). 
Veliko škodo prinaša vsestranskemu napredku teh zaostalih krajev nesloga. Namesto da bi delovali skupno kot nekdaj, se dandanes pulijo za ozemlje in stavbe in razvaline na nacionalni osnovi.

## Turizem
Veličastne ruševine Novobrškega gradu privlačijo turiste. Ko je tu cvetelo srebrno rudarstvo, je v 15. stoletju imel kraj baje petkrat več prebivalcev ko takratni London – a same rudarje je omenjal celo Dante, ki je despota Milutina postavil v svoj pekel, zaradi domnevnih goljufij pri kovanju denarja.
Graščina je zapuščena; okolica pa je prelepa in primerna za sprehod, kolesarjenje ter sprostitev od mestne gneče. V ponudbi danes složno sodelujejo srbske in albanske skupnosti - tudi s kmečkim turizmom. Novo brdo je ena od desetih turističnih destinacij Kosova, ki so:
1. Delavnica filigranske obdelave srebra v Prizrenu
2. Trdnjava in gostišče Rama Zymberi
3. Zavetišče za medvede nad Prištino
4. Hotel Gračanica
5. Janjevo
6. Novo brdo (Artana)
7. Etnografski muzej v Prištini
8. Muzej v Peči
9. Vinska pot Orahovac
10. Gostilna Hangjik Runjevo[48] ter verski turizem -
11. Božjepotna cerkev Letnica

Kosovska vlada skuša urediti poti in drugo infrastrukturo po Kosovu. Tako so v zvezi s tem bili uresničeni 2010 kar štirje projekti za Novo brdo.